# 2026-os labdarúgó-világbajnokság-selejtező (UEFA – K csoport)
A 2026-os labdarúgó-világbajnokság európai selejtező, K csoportjának eredményeit tartalmazó lapja. A csoportban a csapatok körmérkőzéses, oda-visszavágós rendszerben játszanak egymással. A csoport győztese kijut a világbajnokságra, a csoport második helyezettje pótselejtezőn vesz részt.
A csoportban Anglia, Szerbia, Albánia, Lettország és Andorra szerepel.

## Tabella
| Hely. | Csapat     | M | Gy | D | V | G+ | G– | Gk | P | Továbbjutás                      |          | Anglia    | Albánia   | Szerbia  | Lettország | Andorra   |
| ----- | ---------- | - | -- | - | - | -- | -- | -- | - | -------------------------------- | -------- | --------- | --------- | -------- | ---------- | --------- |
| 1.    | Anglia     | 3 | 3  | 0 | 0 | 6  | 0  | +6 | 9 | Kijut a 2026-os világbajnokságra |          | —         | 2–0       | nov. 13. | 3–0        | szept. 6. |
| 2.    | Albánia    | 4 | 1  | 2 | 1 | 4  | 3  | +1 | 5 | Pótselejtezőn vesz részt         |          | nov. 16.  | —         | 0–0      | szept. 9.  | 3–0       |
| 3.    | Szerbia    | 2 | 1  | 1 | 0 | 3  | 0  | +3 | 4 |                                  |          | szept. 9. | okt. 11.  | —        | nov. 16.   | 3–0       |
| 4.    | Lettország | 3 | 1  | 1 | 1 | 2  | 4  | −2 | 4 |                                  | okt. 14. | 1–1       | szept. 6. | —        | okt. 11.   |           |
| 5.    | Andorra    | 4 | 0  | 0 | 4 | 0  | 8  | −8 | 0 |                                  | 0–1      | nov. 13.  | okt. 14.  | 0–1      | —          |           |

## Mérkőzések
A csoportok sorsolását 2024. december 13-án tartották Zürichben. A menetrendet az UEFA a sorsolást követően, aznap közzétette. Az időpontok közép-európai idő szerint, zárójelben helyi idő szerint értendők.
| 2025. március 21. 20:45 |

| Andorra | 0–1               | Lettország |
| ------- | ----------------- | ---------- |
|         | (0–0) Jegyzőkönyv | Šits 58'   |

| Estadi Nacional, Andorra la Vella Nézőszám: 957 Játékvezető: Giorgi Kruashvili (georgiai) |

| 2025. március 21. 20:45 (19:45 UTC+0) |

| Anglia                    | 2–0               | Albánia |
| ------------------------- | ----------------- | ------- |
| Lewis-Skelly 20' Kane 77' | (1–0) Jegyzőkönyv |         |

| Wembley Stadion, London Nézőszám: 82 378 Játékvezető: Alejandro Hernández Hernández (spanyol) |

| 2025. március 24. 20:45 |

| Albánia                  | 3–0               | Andorra |
| ------------------------ | ----------------- | ------- |
| Manaj 9' 19' Uzuni 90+2' | (2–0) Jegyzőkönyv |         |

| Arena Kombëtare, Tirana Nézőszám: 17 183 Játékvezető: Sebastian Gishamer (osztrák) |

| 2025. március 24. 20:45 (19:45 UTC+0) |

| Anglia                     | 3–0               | Lettország |
| -------------------------- | ----------------- | ---------- |
| James 38' Kane 68' Eze 76' | (1–0) Jegyzőkönyv |            |

| Wembley Stadion, London Nézőszám: 79 572 Játékvezető: Orel Grinfeld (izraeli) |

| 2025. június 7. 18:00 |

| Andorra | 0–1               | Anglia   |
| ------- | ----------------- | -------- |
|         | (0–0) Jegyzőkönyv | Kane 50' |

| Estadi Cornellà-El Prat, Barcelona (Spanyolország) Nézőszám: 8872 Játékvezető: Igor Pajač (horvát) |

| 2025. június 7. 20:45 |

| Albánia | 0–0         | Szerbia |
| ------- | ----------- | ------- |
|         | Jegyzőkönyv |         |

| Arena Kombëtare, Tirana Nézőszám: 20 427 Játékvezető: Davide Massa (olasz) |

| 2025. június 10. 20:45 (21:45 UTC+3) |

| Lettország         | 1–1               | Albánia                  |
| ------------------ | ----------------- | ------------------------ |
| Černomordijs 45+4' | (1–1) Jegyzőkönyv | Černomordijs 29' (öngól) |

| Skonto stadion, Riga Játékvezető: Halil Umut Meler (török) |

| 2025. június 10. 20:45 |

| Szerbia | 3–0         | Andorra |
| ------- | ----------- | ------- |
|         | Jegyzőkönyv |         |

| Dubočica Stadion, Leskovac Játékvezető: Aliyar Aghayev (azeri) |

| 2025. szeptember 6. 15:00 (16:00 UTC+3) |

| Lettország | –           | Szerbia |
| ---------- | ----------- | ------- |
|            | Jegyzőkönyv |         |

|  |

| 2025. szeptember 6. 18:00 (17:00 UTC+1) |

| Anglia | –           | Andorra |
| ------ | ----------- | ------- |
|        | Jegyzőkönyv |         |

|  |

| 2025. szeptember 9. 20:45 |

| Albánia | –           | Lettország |
| ------- | ----------- | ---------- |
|         | Jegyzőkönyv |            |

|  |

| 2025. szeptember 9. 20:45 |

| Szerbia | –           | Anglia |
| ------- | ----------- | ------ |
|         | Jegyzőkönyv |        |

|  |

| 2025. október 11. 15:00 (16:00 UTC+3) |

| Lettország | –           | Andorra |
| ---------- | ----------- | ------- |
|            | Jegyzőkönyv |         |

|  |

| 2025. október 11. 20:45 |

| Szerbia | –           | Albánia |
| ------- | ----------- | ------- |
|         | Jegyzőkönyv |         |

|  |

| 2025. október 14. 20:45 |

| Andorra | –           | Szerbia |
| ------- | ----------- | ------- |
|         | Jegyzőkönyv |         |

|  |

| 2025. október 14. 20:45 (21:45 UTC+3) |

| Lettország | –           | Anglia |
| ---------- | ----------- | ------ |
|            | Jegyzőkönyv |        |

|  |

| 2025. november 13. 20:45 |

| Andorra | –           | Albánia |
| ------- | ----------- | ------- |
|         | Jegyzőkönyv |         |

|  |

| 2025. november 13. 20:45 (19:45 UTC+0) |

| Anglia | –           | Szerbia |
| ------ | ----------- | ------- |
|        | Jegyzőkönyv |         |

|  |

| 2025. november 16. 18:00 |

| Albánia | –           | Anglia |
| ------- | ----------- | ------ |
|         | Jegyzőkönyv |        |

|  |

| 2025. november 16. 18:00 |

| Szerbia | –           | Lettország |
| ------- | ----------- | ---------- |
|         | Jegyzőkönyv |            |

|  |